# Otok Žut
Otok Žut este o arie protejată (sit de importanță comunitară — SCI) din Croația întinsă pe o suprafață de 1.484,51 ha, integral pe uscat.

## Localizare
Centrul sitului Otok Žut este situat la coordonatele 43°51′52″N 15°18′38″E / 43.864349°N 15.310612°E.

## Înființare
Situl Otok Žut a fost declarat sit de importanță comunitară în iulie 2013 pentru a proteja 1 specie de animale.

## Biodiversitate
Situată în ecoregiunea mediteraneană, aria protejată conține 1 habitat natural: Faleze cu vegetație de Limonium spp. endemic de pe coastele mediteraneene.
La baza desemnării sitului se află o specie protejată de  reptile: șarpele cu patru dungi (Elaphe quatuorlineata).
Pe lângă speciile protejate, pe teritoriul sitului au mai fost identificate 1 specie de plante.